# مزيان إيغيل
 مزيان إغيل  (1954 الجزائر) هو لاعب كرة قدم جزائري.